# E009号線
E009号線 (E009ごうせん、英: European route E009) はタジキスタンにあり、Jirgatal – ホログ – Ishkashim – Lyanga – 中国国境を結ぶ、欧州自動車道路のBクラス幹線道路。

## 経路
- タジキスタン
  - Jirgatal – ホログ – Ishkashim – Lyanga